# Ayesa (Navarra)
Ayesa (Ageza en euskera) es una localidad española y un concejo de la Comunidad Foral de Navarra perteneciente al municipio de Ezprogui. Está situado en la Merindad de Sangüesa, en la Comarca de Sangüesa. Su población en 2014 fue de 38 habitantes (INE).